# Amicale sportive Muret football
Cet article concerne le football masculin de l'AS Muret. Pour le football féminin, voir Amicale sportive muretaine (féminines).
Maillots
Actualités
L'Amicale Sportive Muretaine est un club français de football fondé en 1903 et basé à Muret. Le club évolue en Régionale 1 depuis sa descente lors de la saison 2021/2022. Il dispute ses matchs à domicile au stade Clément Ader.
Depuis le début des années 2000, l'AS Muret comporte également une section féminine, dont l'équipe première évolue en Division 2 depuis 2014.

## Repères historiques

### Les débuts (1903-1982)
Historiquement, Muret a souvent pris le contre-pied de la grande sœur toulousaine. Alors que la ville rose se met dès le début du siècle au rugby, les Muretains optent pour le ballon rond en 1903. Ils disputent leurs premières parties sur un pré, du côté de Vasconia. Dès 1909, la municipalité met le complexe Clément Ader à la disposition de ce club omnisports (on y faisait notamment de la gymnastique), qui est aujourd'hui encore le stade où évolue l'AS Muret. Considérée comme une bonne équipe régionale, l'ASM s’illustre notamment au milieu des années 1930 en manquant de peu l’accession au CFA et empoche également ses premiers titres (champion de Promotion d'Honneur). Après la guerre, les Muretains mettent du temps à quitter la Promotion d'Honneur et à rejoindre la Division d'Honneur. Une fois revenus au plus haut niveau régional, ils y évoluent durant les années 1960 avant de redescendre à la fin de la décennie.
Le début des années 1970 marque la folle épopée de l'ASM. Grâce à une génération de joueurs du cru, la bande à Mouynet se hisse jusqu'en Division 3, raflant au passage les titres de Promotion d'Honneur en 1972, de Division d'Honneur en 1974 et 1976, ainsi que la Coupe du Midi en 1975. Les premières années de Division 3 sont marquées par le match de 32es de finale de la Coupe de France face à l'AS Monaco disputé en 1979 au Stadium de Toulouse devant 25 000 personnes[réf. nécessaire], l’équipe de Thomas ne s’inclinant que 1 à 0 face aux champions de France en titre. En 1982, le club est relégué en Division 4.

### Les années Rabier et Sempé (1982-2002)
Gérard Rabier, fraîchement nommé entraîneur après quatre saisons passées en tant que joueur, reprend un groupe de jeunes ambitieux. Dès sa première saison, les « Blaugranas » terminent à la première place du groupe G et retrouvent la Division 3. Ils y restent jusqu'à la disparition de la division en 1993 (soit un total de 17 années de présence sur les 23 années d'existence de ce championnat, un record national marqué par 514 rencontres officielles[réf. nécessaire]). À l'issue de la saison 1992–1993, les Muretains accèdent au tout nouveau National 1, où ils évoluent pendant 3 saisons, avant d'être relégués en CFA en 1996.
En 1998, le club connaît une nouvelle relégation, en CFA 2. Après 17 saisons comme entraîneur, Gérard Rabier quitte le club pour terminer sa carrière sportive comme directeur du centre de formation du TFC. Son ancien joueur et adjoint, Pascal Sempé, lui succède en 1998, après avoir dirigé avec succès l'équipe réserve (plusieurs podiums en Division d'Honneur). Il arrive, dès sa première saison, à faire remonter le club en CFA en terminant à la 2e place du groupe E, où le club se maintient jusqu'en 2002, accrochant notamment la 5e place du groupe C lors de la saison 2000-2001, avant de connaître deux relégations en deux ans, passant en CFA2 en 2002, puis en DH en 2003.
Sous la houlette de Gérard Rabier, l'AS Muret réalise quelques bons parcours en Coupe de France. En 1987, le club atteint les 32es de finale, où il s'incline face au FC Martigues (Division 2) à Saint-Gaudens. Sept ans plus tard, en 1994, le stade Clément Ader est le théâtre d’une nouvelle rencontre entre Muret et l'AS Monaco en 32es de finale. Les professionnels monégasques s'imposent une nouvelle fois sur le score d'un but à zéro. En 1997, l’ASM s’incline à nouveau à ce stade de la compétition face à l'AS Cannes (1-2). En 1998, les 16es de finale échappent encore aux Muretains après une défaite aux tirs au but face à Trélissac au stade Clément Ader. En tant que joueur (1979) ou entraîneur (1987, 1994, 1997 et 1998), Gérard Rabier aura connu les cinq premières participations de l'AS Muret en 32es de finale de Coupe de France.

### La retour de la Coupe de France en 2013
De 2002 à 2011, le club joue les premiers rôles en DH Midi-Pyrénées. Le club se structure en se dotant d'un directeur technique sous la houlette de Patrice Marseillou (Actuellement CTD du Gers) puis d'entraîneurs ayant joué pour le club par le passé, tout d'abord Christophe Pélissier (entraîneur de Luzenac en National puis de club de l'élite ligue 2 et ligue1), puis Cyrille Carrière (entraîneur de l'équipe réserve de Tours en CFA2). Ce dernier parvient à faire remonter le club en CFA2 en 2011 et remporte également une Coupe du Midi. Depuis 2011, c'est Jean-Philippe Deneys qui continue de perpétuer la tradition muretaine de coachs ayant porté les couleurs du club « blaugrana » initiée par Gérard Rabier.
En 2013, une nouvelle fois, les « blaugranas », alors en CFA 2, s'arrêtent en 32es de finale en s'inclinant (2-0) face à Fontenay, pensionnaire de CFA, au stade Clément Ader. Cette même année, le club retrouve la DH Midi-Pyrénées après avoir été relégué de CFA 2.

## Joueurs et personnalités du club

### Entraîneurs
- 1991-1998 :  Gérard Rabier
- 1998-2003 :  Pascal Sempé
- 2005-2007 :  Patrice Marseillou
- 2006-2007 :  Christophe Pélissier
- 2008-2011 :  Cyrille Carrière
- 2011-2015 :  Jean Deneys
- 2015-2016 :  Lionel Poisson
- 2016-2019 :  Sebastien Lasserre
- 2021-2022 :  Christophe Taine
- 2023-2025 :  Sébastien Ferrero

### Joueurs emblématiques
- Dominique Arribagé
- Éric Carrière
- Cédric Fauré
- Fabien Audard
- Dominique Casagrande
- Christian Michel

### Dirigeants
Constamment au bord du dépôt de bilan depuis le début des années 80 jusqu'à 2003 (graves crises financières en 1984 et 1996 notamment), le club a reçu une aide précieuse de la part d'Eric Carrière, qui a été formé à l'AS Muret avant d'être transféré au FC Nantes, lequel décide d'investir 15 000€ dans le club pour qu'il ne disparaisse pas. Épaulé par d’anciens joueurs et éducateurs du club, il met une nouvelle équipe dirigeante en place autour du président Marc Cafiero. Éric Carrière devient président d'honneur du club.
L'objectif est désormais de se stabiliser sportivement au niveau national (CFA 2 et CFA), tout en perpétuant la politique de formation des jeunes avec un réel engagement de l'ensemble des composantes du club et un vrai projet sportif piloté par Marco Sentein et ses fidèles 
responsables de pôles. Enfin, le club s'engage vers le football féminin et souhaite proposer la pratique du futsal à haut niveau cette saison[réf. nécessaire].

### Formation
Sur 18 000 clubs amateurs de football en France, l’A.S. Muret s’est classée :
- 4e meilleur club amateur de jeunes de France pour la saison sportive 2001-2002
- 3e meilleur club amateur de jeunes de France pour la saison sportive 2002-2003
- 1er club amateur de jeunes de France pour la saison sportive 2003-2004
- Meilleur club de football de Midi-Pyrénées en 2004-2005
- Meilleur club de football de Midi-Pyrénées en 2008-2009
- 4e meilleur club amateur de jeunes de France pour la saison sportive 2011-2012
- 6e meilleur club amateur de jeunes de France pour la saison sportive 2012-2013

Le club a également formé 3 arbitres assistants officiant en Ligue 1, David Benech, Nicolas Danos, Cédric Moreau.

### Supporters
L'AS Muret compte depuis quelques années un groupe de supporters appelés Muret 1903. Les sympathisants se retrouvent en tribune Louge pour encourager les « blaugranas ».